# Michael Gambon
Sir Michael Gambon (19. října 1940 Dublin, Irsko – 27. září 2023 Witham, Essex, Spojené království) byl irsko-britský herec, známý zejména jako představitel Albuse Brumbála ze zfilmovaných knih o Harrym Potterovi (od 3. dílu). V roce 1998 byl královnou Alžbětou II. povýšen do nižšího šlechtického stavu za zásluhy na poli dramatického umění.

## Životopis
Narodil se v Dublinu, Irsko. Svoji kariéru započal rokem 1963 v Dublinském divadle. Zahrál si titulní role ze Shakespearových her: Macbeth, Koriolanus, Othello. Nezapomenutelná role Alberta Spicy v hře Kuchař, zloděj, jeho žena a její milenec (režie P. Greenaway). Hrál zde odporně surového gangstera. Poté začal hrát ve filmech jako je např. Layer Cake, Božská Julie, Život pod vodou. V Harrym Potterovi účinkoval již od třetího dílu Harry Potter a vězeň z Azkabanu. Tuto roli převzal po Richardu Harrisovi, který 25. října 2002 zemřel. Na okruhu v oblíbeném britském televizním motoristickém magazínu Top Gear měl i svou zatáčku, říkalo se jí Gambonova zatáčka (zkráceně jen Gambon) od té doby, co ji za mokra projel s plynem na podlaze a skoro dostal „hodiny“.

## Filmografie
- 1968 The Borderers
- 1970 Confession
- 1986 The Singing Detective
- 1986 Skin
- 1989 Kuchař, zloděj, jeho žena a její milenec
- 1992 Hračky
- 1994 Profesor odchází
- 1997 Křídla vášně
- 1998 Tanec na konci léta
- 1999 Muž, který věděl příliš mnoho
- 1999 Plunkett a Macleane
- 1999 Ospalá díra
- 2000 Endgame rol
- 2001 Gosford Park
- 2001 Zloději a vyděrači
- 2001 Charlotte Gray
- 2002 Ali G
- 2002 Cesta do války
- 2003 Andělé v Americe
- 2003 Tajemství oceánu
- 2003 Krajina střelců
- 2004 Božská Julie
- 2004 Harry Potter a vězeň z Azkabanu (Albus Brumbál)
- 2004 Po krk v extázi
- 2004 Život pod vodou
- 2004 Svět zítřka
- 2005 Harry Potter a Ohnivý pohár (Albus Brumbál)
- 2006 Kauza CIA
- 2006 Satan přichází
- 2007 Hezké sny
- 2007 Harry Potter a Fénixův řád (Albus Brumbál)
- 2009 Harry Potter a Princ dvojí krve (Albus Brumbál)
- 2010 Králova řeč
- 2011 Harry Potter a Relikvie smrti – část 2 (Albus Brumbál)
- 2017 “ Kingsman: Zlatý Kruh”